# György Révész
György Révész (György Riesenberg, Budapest. 16 d'octubre de 1927 - 2 d'abril de 2003) és un guionista i director de cinema hongarès.

## Biografia
Va estudiar a l'escola de cinema sindical entre 1945 i 1948. Del 1948 al 1950 va ser estudiant de l'Escola Superior d'Art i Cinema i des del 1954 treballar dirigint pel·lícules per Mafilm., Entre 1954 i 1987 va dirigir 25 llargmetratges, telefilms i molts curtmetratges, i va escriure diversos guions. Ha guanyat més de deu premis en festivals, inclòs el Gran Premi del Festival Internacional de Cinema de Mar del Plata del 1963 i la Conquilla de Plata al Festival Internacional de Cinema de Sant Sebastià 1970. El 1964 es casà amb Gitta Kerényi. Van tenir un fill: Gábor (1965).

## Filmografia
- Civil a pályán (1952)
- A város alatt (1953)
- Ifjú szívvel (1953)
- 2x2 néha 5 (1954)
- Rokonok (1954)
- Ünnepi vacsora (1956)
- Éjfélkor (1957)
- Micsoda éjszaka (1958)
- Életmentő véradók (1958)
- A megfelelő ember (1960)
- Négyen az árban (1961)
- Angyalok földje (1962)
- Fagyosszentek (film) (1962)
- Hogy állunk, fiatalember? (1963)
- Igen (1964)
- Nem (1965)
- Minden kezdet nehéz (1966)
- Egy szerelem három éjszakája (1967)
- Az oroszlán ugrani készül (1969)
- Utazás a koponyám körül (1970)
- Tévedni isteni dolog (1972)
- Volt egyszer egy család (1972)
- Kakuk Marci (1973)
- A Pendragon legenda (1974)
- Az öreg (1975)
- Két pont közt a legrövidebb görbe (1975)
- Ki látott engem? (1977)
- Magyarok a prérin (1980)
- Mint oldott kéve (1982)
- Hanyatt-homlok (1984)
- Akli Miklós (1986)